# نيكابو
نيكابو (باليابانية: 新冠町) هي بلدية في اليابان، وبلدة في اليابان، تقع في Hidaka Subprefecture ‏، بلغ عدد سكانها 5,596 نسمة وذلك حسب إحصائيات سنة 2018م.